# Haemaphysalis
Haemaphysalis är ett släkte av fästingar som beskrevs av Koch 1844. Enligt Catalogue of Life ingår Haemaphysalis i familjen hårda fästingar, men enligt Dyntaxa är tillhörigheten istället familjen Amblyommidae.

## Dottertaxa tillHaemaphysalis, i alfabetisk ordning[1][2]
- Haemaphysalis aborensis
- Haemaphysalis aciculifer
- Haemaphysalis aculeata
- Haemaphysalis adleri
- Haemaphysalis anomala
- Haemaphysalis anomaloceraea
- Haemaphysalis anoplos
- Haemaphysalis aponommoides
- Haemaphysalis asiatica
- Haemaphysalis atheruri
- Haemaphysalis bancrofti
- Haemaphysalis bandicota
- Haemaphysalis bartelsi
- Haemaphysalis bequaerti
- Haemaphysalis birmaniae
- Haemaphysalis bispinosa
- Haemaphysalis borneata
- Haemaphysalis bremneri
- Haemaphysalis calcarata
- Haemaphysalis calva
- Haemaphysalis campanulata
- Haemaphysalis canestrinii
- Haemaphysalis capricornis
- Haemaphysalis caucasica
- Haemaphysalis celebensis
- Haemaphysalis chordeilis
- Haemaphysalis colasbelcouri
- Haemaphysalis concinna
- Haemaphysalis cooleyi
- Haemaphysalis cornigera
- Haemaphysalis cornupunctata
- Haemaphysalis cuspidata
- Haemaphysalis dangi
- Haemaphysalis danieli
- Haemaphysalis darjeeling
- Haemaphysalis davisi
- Haemaphysalis demidovae
- Haemaphysalis doenitzi
- Haemaphysalis elliptica
- Haemaphysalis elongata
- Haemaphysalis eupleres
- Haemaphysalis filippovae
- Haemaphysalis flava
- Haemaphysalis formosensis
- Haemaphysalis fossae
- Haemaphysalis fujisana
- Haemaphysalis garhwalensis
- Haemaphysalis goral
- Haemaphysalis grochovskajae
- Haemaphysalis heinrichi
- Haemaphysalis hirsuta
- Haemaphysalis hispanica
- Haemaphysalis hoodi
- Haemaphysalis hoogstraali
- Haemaphysalis houyi
- Haemaphysalis howletti
- Haemaphysalis humerosa
- Haemaphysalis hylobatis
- Haemaphysalis hyracophila
- Haemaphysalis hystricis
- Haemaphysalis ias
- Haemaphysalis indica
- Haemaphysalis indoflava
- Haemaphysalis inermis
- Haemaphysalis intermedia
- Haemaphysalis juxtakochi
- Haemaphysalis kadarsani
- Haemaphysalis kashmirensis
- Haemaphysalis kinneari
- Haemaphysalis kitaokai
- Haemaphysalis koningsbergeri
- Haemaphysalis kopetdaghica
- Haemaphysalis kutchensis
- Haemaphysalis kyasanurensis
- Haemaphysalis lagostrophi
- Haemaphysalis lagrangei
- Haemaphysalis laocayensis
- Haemaphysalis leachi
- Haemaphysalis lemuris
- Haemaphysalis leporispalustris
- Haemaphysalis lobachovi
- Haemaphysalis longicornis
- Haemaphysalis luzonensis
- Haemaphysalis madagascariensis
- Haemaphysalis mageshimaensis
- Haemaphysalis megalaimae
- Haemaphysalis megaspinosa
- Haemaphysalis menglaensis
- Haemaphysalis minuta
- Haemaphysalis mjoebergi
- Haemaphysalis montgomeryi
- Haemaphysalis moreli
- Haemaphysalis moschisuga
- Haemaphysalis muhsamae
- Haemaphysalis nadchatrami
- Haemaphysalis nepalensis
- Haemaphysalis nesomys
- Haemaphysalis norvali
- Haemaphysalis novaeguineae
- Haemaphysalis obesa
- Haemaphysalis obtusa
- Haemaphysalis orientalis
- Haemaphysalis ornithophila
- Haemaphysalis palawanensis
- Haemaphysalis papuana
- Haemaphysalis paraleachi
- Haemaphysalis paraturturis
- Haemaphysalis parmata
- Haemaphysalis parva
- Haemaphysalis pavlovskyi
- Haemaphysalis pedetes
- Haemaphysalis pentalagi
- Haemaphysalis petrogalis
- Haemaphysalis phasiana
- Haemaphysalis pospelovashtromae
- Haemaphysalis primitiva
- Haemaphysalis psalistos
- Haemaphysalis punctaleachi
- Haemaphysalis punctata
- Haemaphysalis qinghaiensis
- Haemaphysalis quadriaculeata
- Haemaphysalis ramachandrai
- Haemaphysalis ratti
- Haemaphysalis renschi
- Haemaphysalis roubaudi
- Haemaphysalis rugosa
- Haemaphysalis rusae
- Haemaphysalis sambar
- Haemaphysalis sciuri
- Haemaphysalis semermis
- Haemaphysalis shimoga
- Haemaphysalis silacea
- Haemaphysalis silvafelis
- Haemaphysalis simplex
- Haemaphysalis simplicima
- Haemaphysalis sinensis
- Haemaphysalis spinigera
- Haemaphysalis spinulosa
- Haemaphysalis subelongata
- Haemaphysalis subterra
- Haemaphysalis sulcata
- Haemaphysalis sumatraensis
- Haemaphysalis sundrai
- Haemaphysalis suntzovi
- Haemaphysalis susphilippensis
- Haemaphysalis taiwana
- Haemaphysalis tauffliebi
- Haemaphysalis theilerae
- Haemaphysalis tibetensis
- Haemaphysalis tiptoni
- Haemaphysalis toxopei
- Haemaphysalis traguli
- Haemaphysalis traubi
- Haemaphysalis turturis
- Haemaphysalis warburtoni
- Haemaphysalis wellingtoni
- Haemaphysalis verticalis
- Haemaphysalis vidua
- Haemaphysalis vietnamensis
- Haemaphysalis xinjiangensis
- Haemaphysalis yeni
- Haemaphysalis zumpti